# Jacob Montanus
Jakob Montanus (* vor 1470 in Gernsbach; † nach 1534 vielleicht in Herford) war ein evangelischer Theologe, Humanist und Reformator.

## Leben
Montanus (vermutlich Berg) stammte aus der Diözese Speyer und wurde daher auch Spirensis oder einfach Spyr genannt. Er schloss sich 1486 den Herforder Fraterherren (Brüder vom gemeinsamen Leben). Möglicherweise studierte er danach in Köln und wurde dort Priester. Mehrere seiner Bücher wurden in Köln und in Deventer gedruckt, einige in Straßburg (1513). Über Emmerich am Rhein kam er an die Domschule in Münster und wurde dann von Rudolf von Langen als Lehrer nach Herford empfohlen. Er wurde 1520 der Vorsteher des „Studentenhofs“, einer auf das Studium vorbereitenden Schule.
Als Humanist genoss er hohes Ansehen. Seine Werke brachten ihm viel Anerkennung. Er stand mit zahlreichen Humanisten in Verbindung und war mit Joseph Horlenius sowie mit Johannes Murmellius befreundet. 
Um 1522 knüpfte er Beziehungen zu den Wittenberger Reformatoren an. Er muss auch selbst in Wittenberg gewesen und Martin Luther und dessen Familie kennengelernt haben. Luther rühmt ihn als den ersten Verkünder des Evangeliums in Westfalen. Montanus gewann das Fraterhaus für die Reformation und wurde darüber hinaus wirksam. Sein letzter Brief ist von 1533; bald darauf scheint er gestorben zu sein.
Er verfasste neben geistlicher Dichtung auch Schulschriften. Dabei betonte er, dass die antiken Autoren Latein als Muttersprache hatten, während es nun in deutschen Ländern eine Fremdsprache ist. Daraus ergebe sich das Heranziehen von Übersetzungen und überhaupt eine stärkere Beachtung der Volkssprache.

## Werke
- Thesaurus latinae constructionis. Coloniae 1509
- De Passione [et] morte Christi fasciculus mirthae coccineo lugubris metri funiculo colligatus per J. M. Coloniae 1511
- Argent 1512, Straßburg 1513
- Collectanea latine locutionis. Daventriae 1511, 1515
- Odarum Spiritualium Liber. Clarissimo viro Ioanni Elio Illustrissimi Episcopi Monasteriensi Cancellario per Christi sacerdotem I.M. Spirensem, nuncupatus. Argent 1513
- Elegantiae terminorum 1521
- Elegantiae vocabulorum ex Lauren. Valla, Frontone, Capro, Agraetio, Nonioque. In ordinem alphabeticum red. a I.M. iamdiu dum recognitae. Coloniae 1525
- Vita illustris ac Divae Elisabeth Hungarorum regis filiae. Marburg 1511
- Divi Pauli Apostoli Vita, carmine heroico ... descripta. Colonia 1513, 1518
- Encomium Rubii Longipolli apud Lipsim in errores, quos pueriliter commisit adversus Wittenbergenses. Wittenberg 1519
- Jacobus Montanus: 'Centuria epistolarium formularum' / 'Eine Hundertschaft Briefmuster'. Herausgegeben, übersetzt und kommentiert von Michael Baldzuhn. Leiden: Brill 2024 (Studies in Medieval and Reformation Traditions: Texts and Sources 245/16).